# باشگاه بسکتبال استقلال تهران
باشگاه بسکتبال استقلال تهران یک باشگاه بسکتبال در شهر تهران است که در سال ۱۳۲۶ تاسیس شد که پس از انقلاب ۱۳۵۷ این تیم منحل شد و در حال حاضر پس از گذشت ۴۷ سال از ۱۴ مرداد ۱۴۰۴ شروع به فعالیت کرده است در لیگ برتر بسکتبال مردان ایران شرکت خواهد کرد.